# Kdo přežije: Ostrov vykoupení
Kdo přežije: Ostrov vykoupení (v anglickém originále Survivor: Redemption Island) je dvacátá druhá řada americké reality show Kdo přežije. Natáčela se na přelomu srpna a září roku 2010 a premiérově byla vysílána na CBS od 16. února do 15. května 2011. Na českých obrazovkách byla poprvé uvedena na TV Prima.

## Poloha a doba natáčení
Série se odehrávala v Nikarague konkrétně v oblasti San Juan del Sur. Natáčela se od 16. srpna do 23. září 2010.